# 113
Aquesta pàgina és per a l'any. Per al nombre, vegeu cent tretze.
El 113 (CXIII) fou un any comú començat en dissabte del calendari julià.

## Esdeveniments
- Comença a erigir-se la Columna de Trajà a Roma.[1]